# Golden Globe Awards 1951
Die achte Verleihung der Golden Globe Awards fand am 28. Februar 1951 statt.

## Preisträger und Nominierungen

### Bester Film
Boulevard der Dämmerung (Sunset Boulevard) – Regie: Billy Wilder
- Alles über Eva (All About Eve) – Regie: Joseph L. Mankiewics
- Der letzte Musketier (Cyrano de Bergerac) – Regie: Michael Gordon
- Die ist nicht von gestern (Born Yesterday) – Regie: George Cukor
- Mein Freund Harvey (Harvey) – Regie: Henry Koster

### Bester Film zur Förderung der Völkerverständigung
Der gebrochene Pfeil (Broken Arrow) – Regie: Delmer Daves
- Es begann mit einem Kuß (The Big Lift) – Regie: George Seaton
- The Next Voice You Hear … – Regie: William A. Wellman

### Beste Regie
Billy Wilder – Boulevard der Dämmerung (Sunset Boulevard)
- George Cukor – Die ist nicht von gestern (Born Yesterday)
- John Huston – Asphalt Dschungel (The Asphalt Jungle)
- Joseph L. Mankiewicz – Alles über Eva (All About Eve)

### Bester Hauptdarsteller – Drama
José Ferrer – Der letzte Musketier (Cyrano de Bergerac)
- Louis Calhern – The Magnificent Yankee
- James Stewart – Mein Freund Harvey (Harvey)

### Beste Hauptdarstellerin – Drama
Gloria Swanson – Boulevard der Dämmerung (Sunset Boulevard)
- Bette Davis – Alles über Eva (All About Eve)
- Judy Holliday – Die ist nicht von gestern (Born Yesterday)

### Bester Hauptdarsteller – Musical/Komödie
Fred Astaire – Drei kleine Worte (Three Little Words)
- Dan Dailey – So ein Pechvogel (When Willie Comes Marching Home)
- Harold Lloyd – Verrückter Mittwoch (The Sin of Harold Diddlebog)

### Beste Hauptdarstellerin – Musical/Komödie
Judy Holliday – Die ist nicht von gestern (Born Yesterday)
- Spring Byington – Alter schützt vor Liebe nicht (Louisa)
- Betty Hutton – Duell in der Manege (Annie Get Your Gun)

### Bester Nebendarsteller
Edmund Gwenn – Mister 880
- George Sanders – Alles über Eva (All About Eve)
- Erich von Stroheim – Boulevard der Dämmerung (Sunset Boulevard)

### Beste Nebendarstellerin
Josephine Hull – Mein Freund Harvey (Harvey)
- Judy Holliday – Ehekrieg (Adam's Rib)
- Thelma Ritter – Alles über Eva (All About Eve)

### Bester Nachwuchsdarsteller / Beste Nachwuchsdarstellerin
Gene Nelson – Bezaubernde Frau (Tea for Two)
- Mala Powers – Drei kleine Worte (Three Little Words)
- Debbie Reynolds – Der letzte Musketier (Cyrano de Bergerac)

### Bestes Drehbuch
Joseph L. Mankiewicz – Alles über Eva (All About Eve)
- Charles Brackett – Boulevard der Dämmerung (Sunset Boulevard)
- John Huston – Asphalt Dschungel (The Asphalt Jungle)

### Beste Kamera – Schwarzweiß
Franz Planer – Der letzte Musketier (Cyrano de Bergerac)
- Harold Rosson – Asphalt Dschungel (The Asphalt Jungle)
- John F. Seitz – Boulevard der Dämmerung (Sunset Boulevard)

### Beste Kamera – Farbe
Robert Surtees – König Salomons Diamanten (King Solomon’s Mines)
- Ernest Palmer – Der gebrochene Pfeil (Broken Arrow)
- George Barnes – Samson und Delilah (Samson and Delilah)

### Beste Filmmusik
Franz Waxman – Boulevard der Dämmerung (Sunset Boulevard)
- Bronislau Kaper – Mein Leben gehört mir (A Life of Her Own)
- Leith Stevens – Endstation Mond (Destination Moon)

### Henrietta Award
Gregory Peck und Jane Wyman